# Philippa Blom

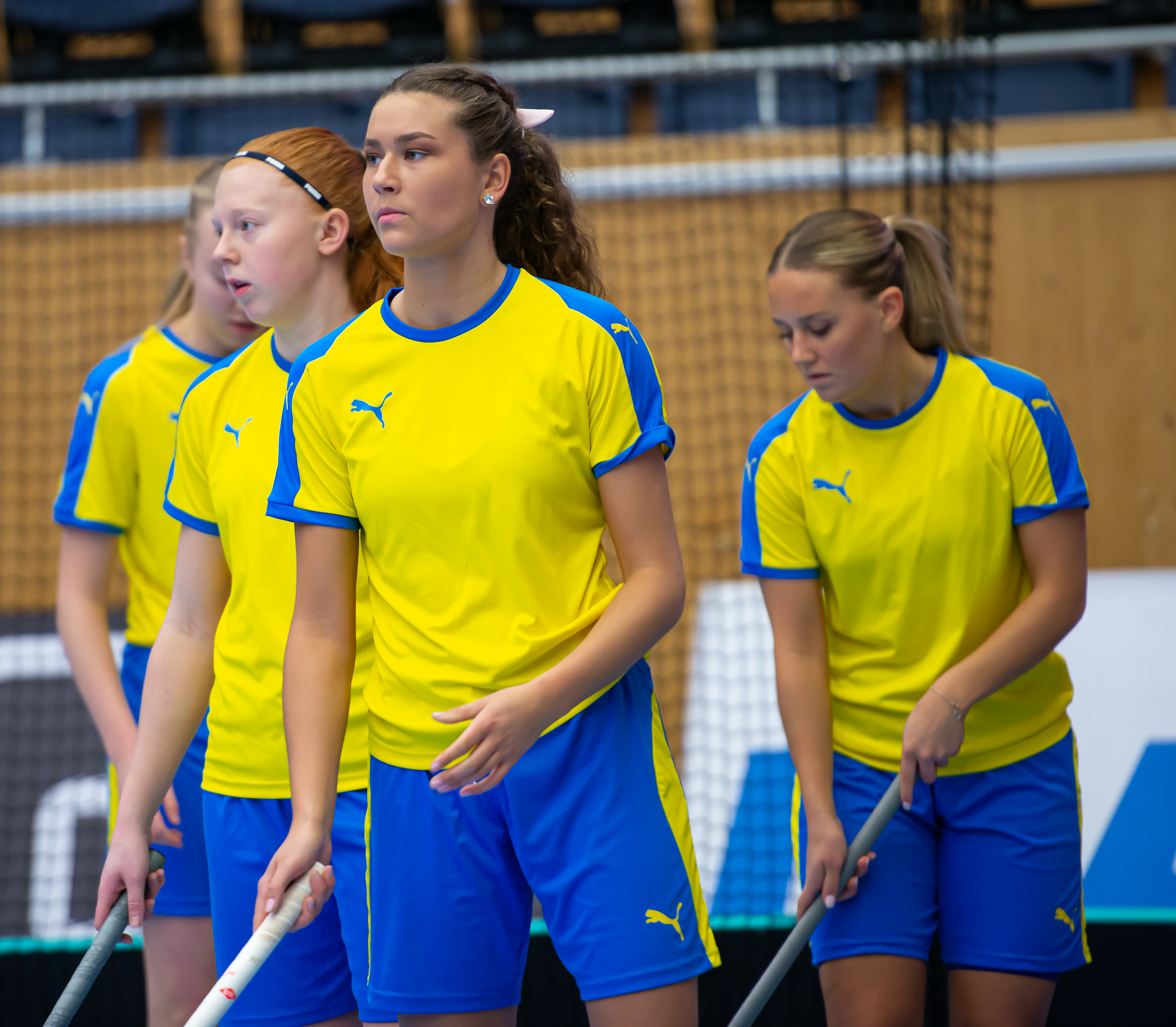
Philippa Blom i mitten, 2020.

Agnes Philippa Blom, född 22 juni 2001, är en svensk professionell innebandyspelare som spelar som vänsterforward för Kloten-Dietlikon Jets i Nationalliga A. Blom har under sina två SSL-säsonger med Nacka gjort 38 mål på 49 matcher. Hon har återgått till Nacka IBK för säsongen 22/23.
Hon har tidigare spelat för Nacka Wallenstam IBK i Svenska Superligan.
Blom blev uttagen till Svenska landslaget för att spela VM 2023 i Singapore.